# Euphrasia hirtella
Euphrasia hirtella là loài thực vật có hoa thuộc họ Cỏ chổi. Loài này được Jord. ex Reut. mô tả khoa học đầu tiên năm 1855.

## Hình ảnh

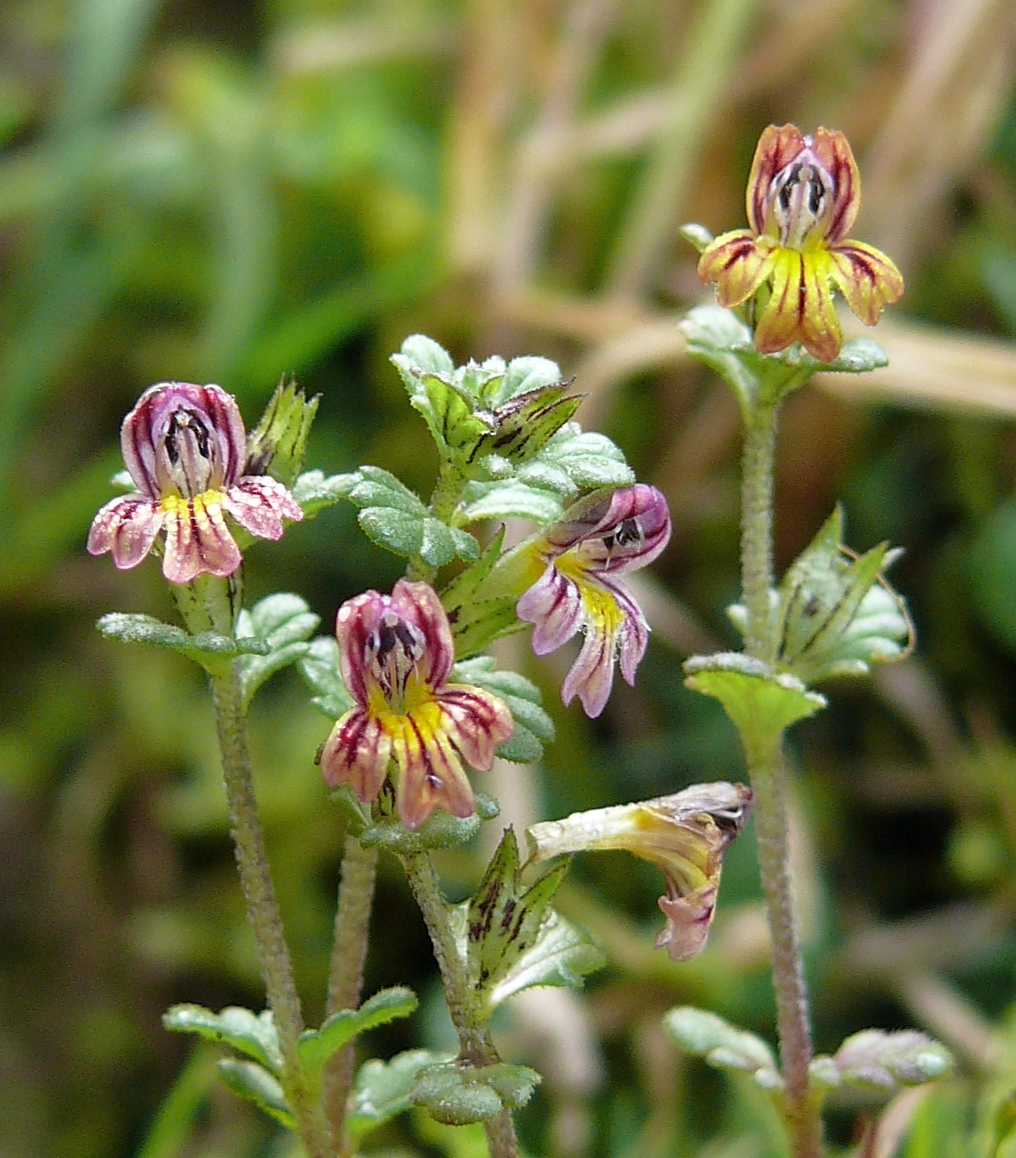
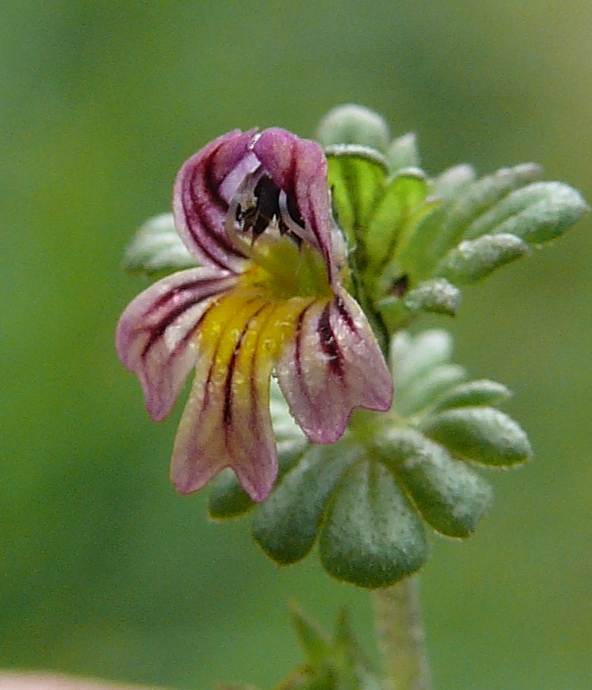